# إيوغيني كلارك
إيوغيني كلارك (بالإنجليزية: Eugenie Clark) هي أحيائية أمريكية، ولدت في 4 مايو 1922 في نيويورك في الولايات المتحدة، وتوفيت في 25 فبراير 2015 في ساراسوتا في الولايات المتحدة بسبب سرطان الرئة.

## وصلات خارجية
- إيوغيني كلارك على موقع الموسوعة البريطانية (الإنجليزية)